# إت: الفصل الثاني
إت: الفصل الثاني (بالإنجليزية: It: Chapter Two)‏ هو فيلم رعب تم إنتاجه في الولايات المتحدة وصدر سنة 2019 بطولة بيل سكارسغارد وجيسيكا شاستاين وجيمس مكافوي وهو الجزء الثاني من السلسلة.

## القصة
بعد سبعة وعشرين عامًا من لقاء (نادي الخاسرين) مع بيني وايز، المهرِّج المرعب، يقرر أعضاء النادي السبعة لم الشمل من جديد بعد أن صاروا كبارًا، والعودة إلى مسقط رأسهم لمواجهة (الشيء) من جديد.

## الميزانية والإيرادات
كلف الفيلم حوالي 80 مليون دولار وحقق حتى الآن قرابة 85 مليون دولار

## روابط خارجية
- إت: الفصل الثاني على موقع IMDb (الإنجليزية)
- إت: الفصل الثاني على موقع ميتاكريتيك (الإنجليزية)
- إت: الفصل الثاني على موقع روتن توميتوز (الإنجليزية)
- إت: الفصل الثاني على موقع ألو سيني (الفرنسية)
- إت: الفصل الثاني على موقع أول موفي (الإنجليزية)
- إت: الفصل الثاني على موقع بوكس أوفيس موجو (الإنجليزية)
- إت: الفصل الثاني على موقع فيلمافينيتي (الإسبانية)
- إت: الفصل الثاني على موقع قاعدة بيانات الفيلم (الإنجليزية)
- إت: الفصل الثاني على موقع ليتربوكسد (الإنجليزية)
- إت: الفصل الثاني على موقع كينوبويسك (الروسية)